# Hymeniacidon zosterae
Hymeniacidon zosterae är en svampdjursart som beskrevs av R.W. Harold Row 1911. Hymeniacidon zosterae ingår i släktet Hymeniacidon och familjen Halichondriidae.
Artens utbredningsområde är Sudan. Inga underarter finns listade i Catalogue of Life.